# Sansai
Sansai (山 菜) est un mot japonais qui signifie littéralement « plantes de montagne », se référant aux plantes comestibles qui poussent naturellement et donc non cultivées.

## Variétés

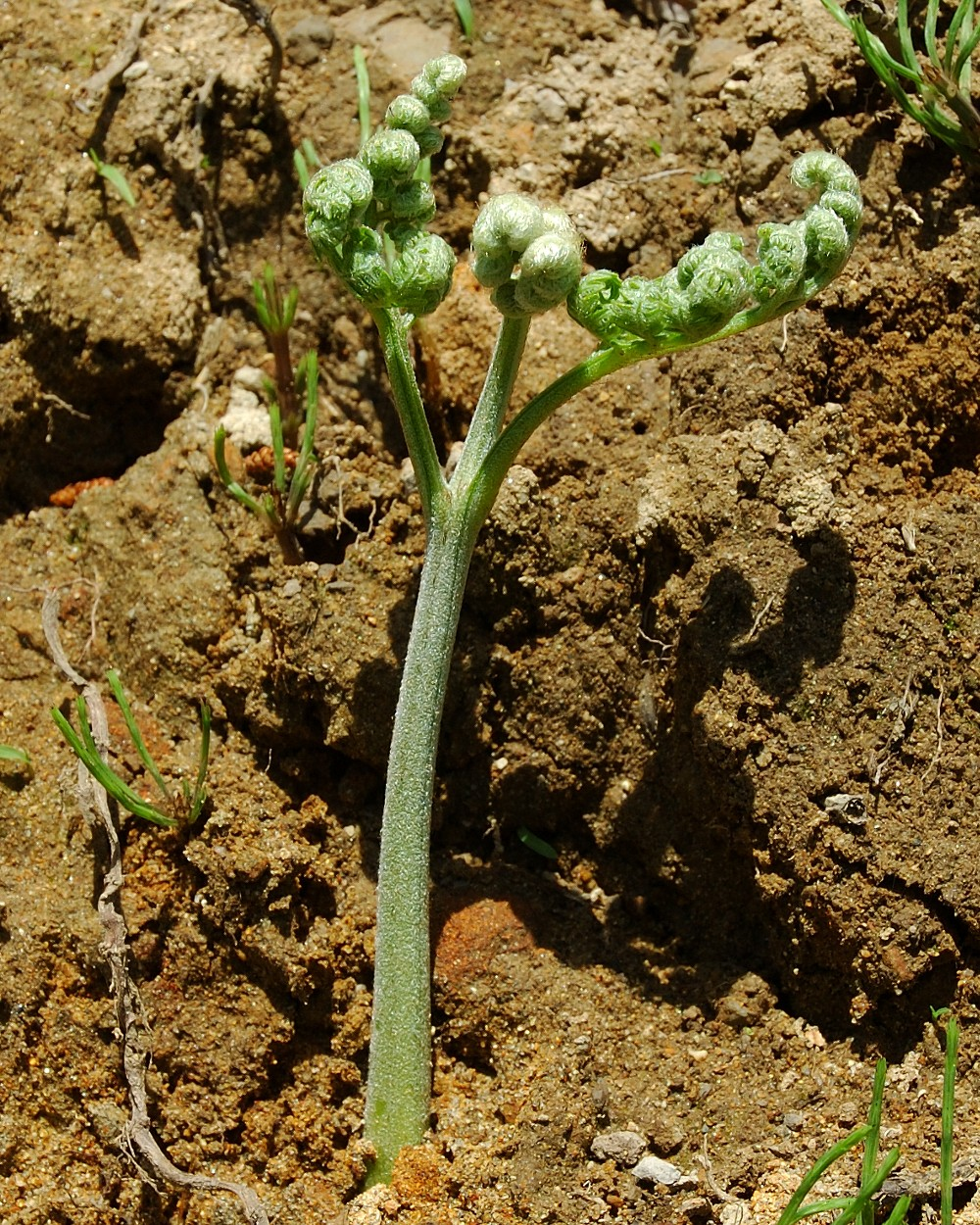
Warabi (Pteridium aquilinum).

- Fukinoto
- Gyojyaninniku
- Kogomi
- Koshiabura
- Mitsuba
- Seri
- Tara no me
- Udo (Aralia cordata)
- Warabi
- Zenmai

## Représentation
Les Sansai sont souvent représentées dans la céramique japonaise, notamment dans le style Ryumonji, qui se base dessus pour créer de nombreux motifs floraux et végétaux.